# Siân James
Siân Catherine James (Morriston, 24 de juny de 1959) és una política gal·lesa. Membre del Partit Laborista de Gal·les, va ser diputada per la circumscripció de Swansea East entre 2005 i 2015.

## Biografia
Va passar la major part de la seva infància a la vall de Swansea, on els seus pares tenien una casa pública. Va estudiar a la Cefn Saeson Comprehensive School de l'Afan Valley Road de Cimla. James es va casar als 16 anys i va tenir dos fills abans dels 20 anys.
Durant la vaga de miners de 1984, James va ajudar a alimentar a més de mil famílies per setmana de nou centres diferents. Després de la vaga, James va decidir treure's l'Advanced Level, abans d'estudiar a la Universitat de Swansea. Jessica Gunning va representar la jove Siân James durant el temps de la vaga dels miners a la pel·lícula Orgull (2014).
Després de ser elegida al Parlament, va ser secretària privada parlamentària tant de Gareth Thomas, ministre d'Estat de Comerç, com de Paul Murphy, secretari de Gal·les fins a la seva dimissió el març de 2009. Va argumentar l'excés de treball com a causa de la seva renúncia però també va permetre-li signar una moció en contra de la privatització parcial de la Royal Mail.
El 25 de febrer de 2014, James va anunciar la seva intenció de no presentar-se a les eleccions generals de 2015. El 26 de setembre de 2014, James va ser una dels 25 parlamentaris laboristes que van trencar la disciplina de partit per votar en contra dels nous atacs aeris a l'Iraq.